# Відкритий чемпіонат Австралії з тенісу 1969
Відкритий чемпіонат Австралії з тенісу 1969 — тенісний турнір, що проходив між 20 січня та 27 січня 1969 року на трав'яних кортах у Брисбені, Австралія. Це був 57-ий чемпіонат Австралії з тенісу і перший турнір Великого шолома в 1969 році. 

## Огляд подій та досягнень
Це був перший Відкритий чемпіонат Австралії, тобто турнір, на який стали допускати професіоналів.  
Півфінал між Родом Лейвером та Тоні Рочом відбувався в 40-градусну спеку й тривав понад 4 години. Род Лейвер виграв турнір, який став першим кроком до другого в його кар'єрі календарного великого шолома. 
Маргарет Корт виграла все, що можна було виграти, хоча змагання в змішаному парному розряді не дограли за браком часу. Обидві пари, що пробилися до фіналу, було проголошено переможцями.

## Результати фінальних матчів

### Дорослі
| Одиночний розряд. Чоловіки Детальніше |                                |                                           |
| Род Лейвер                            | Андрес Хімено                  | 6–3, 6–4, 7–5                             |
|                                       |                                |                                           |
| Одиночний розряд. Жінки Детальніше    |                                |                                           |
| Маргарет Корт                         | Біллі Джин Кінг                | 6–4, 6–1                                  |
|                                       |                                |                                           |
| Парний розряд. Чоловіки Детальніше    |                                |                                           |
| Род Лейвер Род Емерсон                | Кен Роузволл Фред Столл        | 6–4, 6–4                                  |
|                                       |                                |                                           |
| Парний розряд. Жінки Детальніше       |                                |                                           |
| Маргарет Корт Джуді Тегарт Дальтон    | Розмарі Касалс Біллі Джин Кінг | 6–4, 6–4                                  |
|                                       |                                |                                           |
| Мікст Детальніше                      |                                |                                           |
| Маргарет Корт Марті Ріссен            | Енн Гейдон Джонс Фред Столл    | Фінального матчу не було, титул розділено |
|                                       |                                |                                           |